# Ferrierite-K
La ferrierite-K è un minerale.

## Etimologia
Il nome è in onore dell'ingegnere minerario e geologo canadese Walter Frederick Ferrier (1865-1950).